# Szécsi Antal (szobrász)

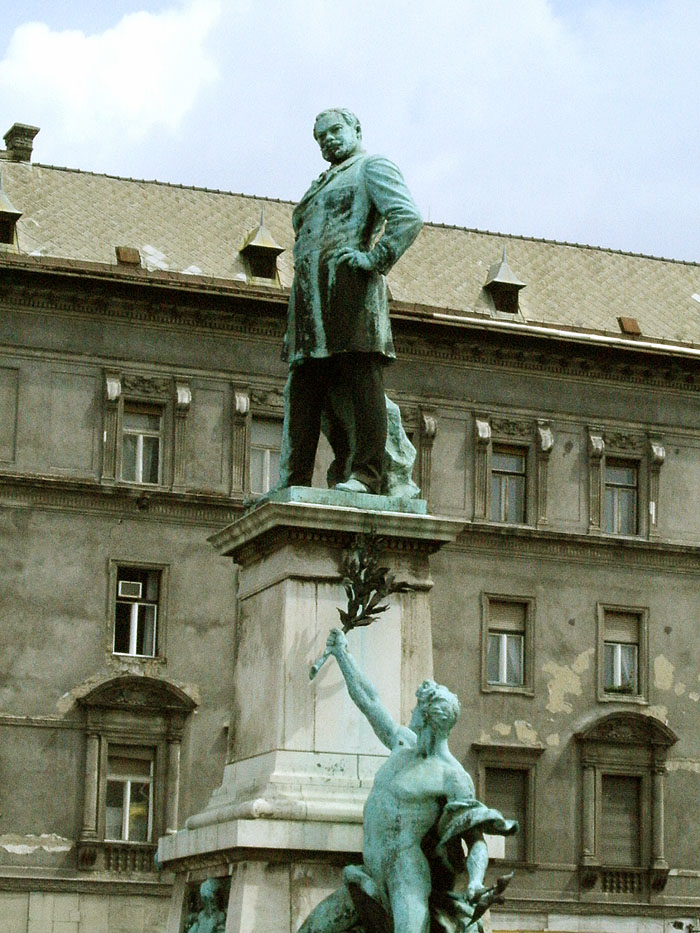
Szécsi Antal alkotása: Baross Gábor szobra a Baross téren (1898)

Szécsi Antal (Pest, 1856. május 29. – Budapest, 1904. június 15.) magyar szobrász.

## Életpályája
A bécsi Akadémián tanult Edmund von Hellmer tanítványaként.
A Műegyetemen a mintázás tanára lett. A legfontosabb köztéri műve a Budapest VIII. kerületében, a Baross téren álló Baross Gábor-szobor, amelyet 1898. november 20-án lepleztek le.

## Művei
Neobarokk stílusú épületdíszítő szobrokat (Vigadó, Országház stb.), oltárokat (Terézvárosi templom, Józsefvárosi templom, Belvárosi plébániatemplom), valamint síremlékeket készített. Leginkább ismert alakos köztéri szobrairól, amelyek közül számos ma is megtalálható hazánk közterein. 1903-ban a szegedi szoborbizottság elfogadta Vásárhelyi Pál szobrának tervét. A szobrot - Szécsi halála miatt - ifj. Mátrai Lajos valósította meg.